# ۳۱۶ (پیش از میلاد)
۳۱۶ (پیش از میلاد) ۳۱۶مین سال قبل از تقویم میلادی است.